# 王蒙 (画家)
王蒙（1308年—1385年），字叔明，一作叔铭，号黄鹤山樵，浙江湖州人。元末明初画家，元四家中最年轻者。
王蒙於元朝末年曾入仕，後來棄官隱居於今浙江餘杭黃鶴山達30年，自號黄鶴山樵。明初出任山東泰安知州，由于曾在當時宰相胡惟庸家觀畫，胡被捕時受牽連入獄，死於獄中。

## 生平
《明史》卷二八五有传：“王蒙，字叔明，湖州人，赵孟頫之甥也。敏于文，不尚榘度。工画山水，兼善人物。”父亲王国器，母亲为赵孟頫女儿。元代时，王蒙曾希望以画艺获得举荐超拔。倪瓒曾以诗规劝：“连榻卧听雨，剧谈清更真；少年英迈气，求子不多人。仕禄岂云贵？被琛非所珍；当希陋巷者，乐道不知贫。” “钓丝烟雾外，船影画图中。他日千金积，陶朱术偶同。”
元末大乱时，王蒙先投奔张士诚，戰败投靠朱元璋。明王朝建立后，王蒙一度出任泰安知州厅事。但不久因与会稽郭传、僧知聪观画于胡惟庸第，洪武十八年（1385年），受牵连而死在狱中。

## 藝術
王蒙自幼受外祖父趙孟頫的影响，喜好繪畫，後得黄公望的指教，又常與倪瓚等人切磋，對山水畫有獨到的創新，發明了牛毛皴画法，善用渴墨苔点，所畫山水景色稠密，山重水复，布局繁密，苍郁深秀；用解索皴和渴墨点苔，表现林峦郁茂苍茫的气氛，为他的独到处。
后人将王蒙和吳鎮、黄公望、倪瓚並稱為“元四家”，倪瓚曾稱讚他“叔明筆力能抗鼎，五百年来无此君。”他的画面空白不多，题咏有时兼用篆隶行楷，对后代明清畫家影響较大。
流傳後世的作品有《青卞隱居》、《夏日山居》、《夏山高隱》、《秋山草堂》、《花溪漁隱》、《溪山高逸》、《谷口春耕》、《葛稚川移居》、《太白山图》、《丹山瀛海》等作品。
2011年6月4日晚《葛稚川移居圖》在北京保利2011春拍夜場中，被持8086號競投牌的藏家以3.5億元競得。再加佣金，最後成交價達4.025億元人民幣成交

## 評價
明王世贞《艺苑巵言论画》说：“叔明（王蒙）师王维秾郁深至。”清恽寿平《南田画跋》说：“黄鹤山樵远宗摩诘，其能自立门户，颉颃黄倪，盖得力于北苑（董源）者深也”。明董其昌《画旨》亦说：“（王叔明）以董源、王维为宗。”

## 部分作品

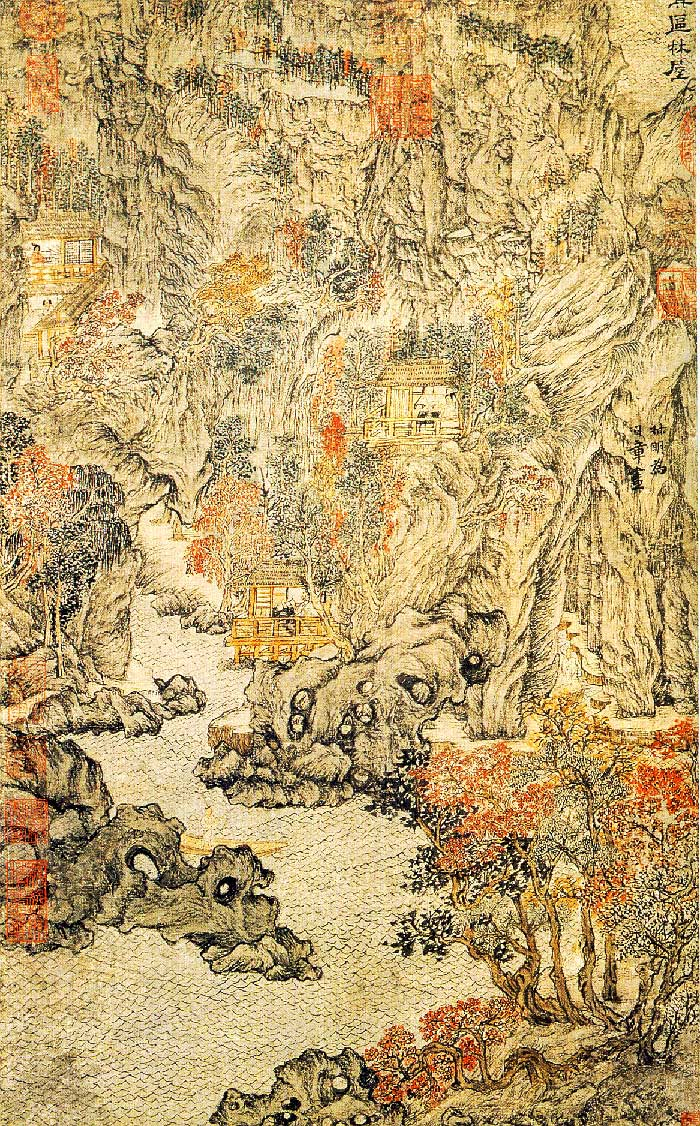
具區林屋圖，藏於台北國立故宮博物院
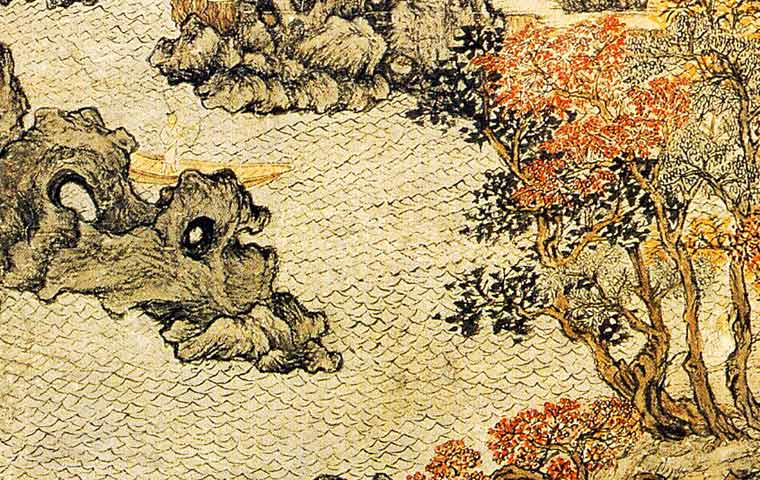
具區林屋圖（局部一）
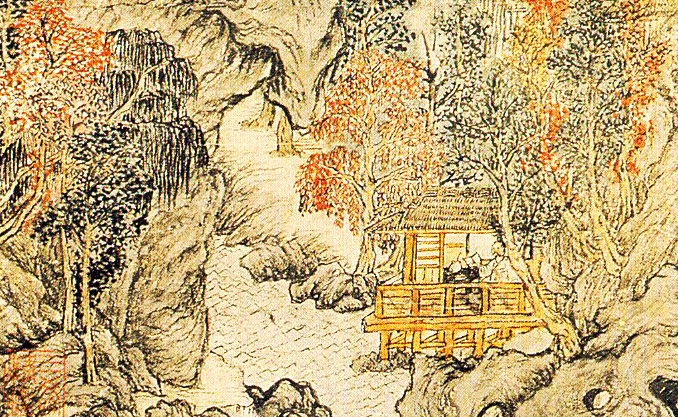
具區林屋圖（局部二）
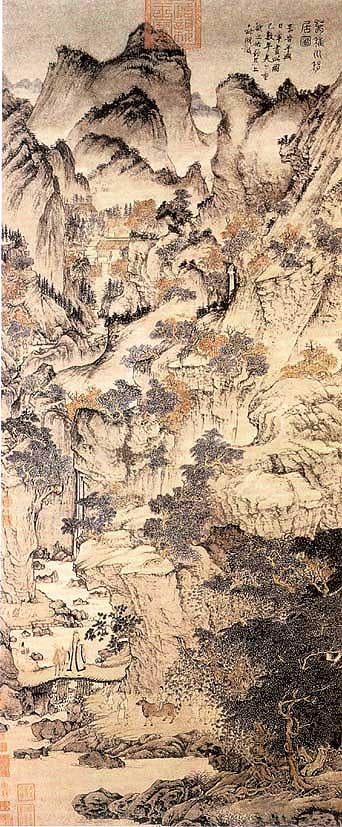
《葛稚川移居圖》，葛稚川即葛洪。